# Lijst van Europarlementariërs voor 50PLUS
Een overzicht van leden van het Europees Parlement namens 50PLUS.
| Naam          | Begindatum  | Einddatum   |
| ------------- | ----------- | ----------- |
| Toine Manders | 2 juli 2019 | 1 juni 2020 |